# TTH Dorsten
Der TTH Dorsten e.V. (für: Tanz-Turnierclub-Harmonie Dorsten) ist ein Tanzsportverein in Dorsten. Der 1980 gegründete Verein ist an die Tanzschule Höfken angebunden. Er verfügt über mehrere Einzelpaare Latein. Um die Jahrtausendwende herum verfügte er außerdem über zwei Lateinformationen.

## Lateinformationen

### A-Formation
Die A-Formation des TTH Dorsten wurde 1987 gegründet. Zunächst unter Leitung von Walter und Carola Höfken, ab 2001 beerbt von ihren Söhnen Michael und Hendrik Höfken, gelang es der Mannschaft bereits in den ersten vier Saisons, von der Landesliga bis in die 1. Bundesliga aufzusteigen. In den folgenden 25 Jahren war der TTH Dorsten mit seiner A-Formation immer in der 1. oder 2. Bundesliga vertreten.
Musikalische Themen waren u. a.:
- 1987/88: Landesliga
- 1988/89: Oberliga
- 1989/90: Regionalliga
- 1990/91: 2. Bundesliga
- 1991/92: 1. Bundesliga
- 1992–1994: unbekannt
- 1994–96: 1. Bundesliga
- 1996–99: 2. Bundesliga
- 1999/00: „Barbara & Friends“, 1. Bundesliga
- 2000/01: „Caribbean Soul“, 1. Bundesliga
- 2001/02: „Black is beautiful“, 1. Bundesliga
- 2002/03: „Latin Guitar“, 1. Bundesliga
- 2003/04: „Der Pate“, 1. Bundesliga
- 2004/05: „Robbie Williams I“, 2. Bundesliga
- 2005/06: „Robbie Williams II“, 2. Bundesliga
- 2006/07: „Stars & Glamour“, 1. Bundesliga
- 2007/08: „Swing 2008“, 2. Bundesliga
- 2008/09: „Robbie Williams“, 2. Bundesliga
- 2009–11: „Bodylanguage“, 2. Bundesliga
- 2011/12: „Bodylanguage“, 1. Bundesliga
- 2012/13: „21st Symphony“, 2. Bundesliga
- 2013/14: „21st Symphony“, 1. Bundesliga

Nach dem Abstieg 2014 gab Michael Höfken, zu diesem Zeitpunkt Cheftrainer des Teams, sein Amt ab und beendete damit nach 27 Jahren die Ära „Höfken“. Diese Veränderung machte sich in den folgenden Jahren sportlich bemerkbar. In der 2. Bundesliga kam die Mannschaft über einen 4. Platz nicht hinaus und verpasste somit den Wiederaufstieg. Zur Saison 2015/16 wurde das A-Team zurückgezogen. Stattdessen startete das B-Team fortan als A-Team, behielt jedoch seinen Startplatz in der Landesliga West I Latein. Nach dem Aufstieg erfolgte der letzte Start der Mannschaft in der Oberliga West I Latein (2016/17). Nach dieser Saison trat die Mannschaft nicht wieder an.

### B-Formation
Die B-Formation des TTH Dorsten wurde in der Saison 1994/95 gegründet. Sie startete in der Saison 1995/96 erstmals in der Landesliga West Latein und erreichte auf Anhieb den 2. Platz und damit den Aufstieg in die Oberliga West Latein. Das Team stieg 1998 nochmal in die Landesliga West ab, stieg aber im nächsten Jahr wieder in die Oberliga West auf.
Nach einem Jahr in der Oberliga West schaffte das Team in der Saison 2000/01 mit dem musikalischen Thema „Caribbean Soul“ in allen Turnieren der Saison den 1. Platz und erreichte auch im Aufstiegsturnier zur Regionalliga den 1. Platz.
Das Team tanzte drei Jahre in der Regionalliga West:
- 2001/02: „Caribbean Soul“
- 2002/03: „Black is beautiful“
- 2003/04: „Latin guitar“

In der Saison 2003/04 belegte das Team den letzten Platz in der Regionalliga West und stieg in die Oberliga West ab, wo es mit den musikalischen Themen „Robbie Williams I“ (2004/05), „Robbie Williams II“ (2005/06) und „Soul ChaCha“ (2006/07) antrat.
2009 wurde die B-Formation neu ins Leben gerufen. In ihrer ersten Saison 2009/10 in der Landesliga West Latein tanzte das Team zum musikalischen Thema „Barbara & Friends“ und erreichte das Relegationsturnier zur Oberliga. In der Saison 2010/11 tanzte das Team erneut in der Landesliga West Latein, diesmal zum musikalischen Thema „Bodylanguage“. Die Formation gewann die Liga wie auch das Relegationsturnier, so dass sie in der Saison 2011/12 in der Oberliga West Latein antrat.
Von 2012 bis 2014 trat die Formation nicht an, ging zur Saison 2014/15 allerdings in der Landesliga wieder an den Start, bevor ein Jahr später das A-Team den Startplatz des B-Teams übernahm. Seit der Saison 2016/17 wurde kein B-Team mehr für den Start in der Liga gemeldet.
Trainer des Teams waren zuletzt Daniel Kruschinski und Susanne Thiele.